# Nuolajärvi
Nuolajärvi är en sjö i Gällivare kommun i Lappland och ingår i Kalixälvens huvudavrinningsområde. Sjön har en area på 0,147 kvadratkilometer och ligger 353,1 meter över havet.

## Delavrinningsområde
Nuolajärvi ingår i det delavrinningsområde (745758-171231) som SMHI kallar för Utloppet av Nuolajärvi. Medelhöjden är 361 meter över havet och ytan är 1,05 kvadratkilometer. Det finns inga avrinningsområden uppströms utan avrinningsområdet är högsta punkten. Vattendraget som avvattnar avrinningsområdet har biflödesordning 4, vilket innebär att vattnet flödar genom totalt 4 vattendrag innan det når havet efter 230 kilometer. Avrinningsområdet består mestadels av skog (35 procent). Avrinningsområdet har 0,14 kvadratkilometer vattenytor vilket ger det en sjöprocent på 13,7 procent. Bebyggelsen i området täcker en yta av 0,54 kvadratkilometer eller 52 procent av avrinningsområdet.